# Ibaré
Ibaré é um distrito do município de Lavras do Sul, no Rio Grande do Sul. O distrito possui  cerca de 1 000 habitantes e está situado na região oeste do município.

## História
Em 1896, por meio de ato administrativo, foi anexado ao distrito de Lavras do Sul, um novo distrito: Jaguari. Surgiu então o município de Lavras do Sul, que passou a ser constituido por distritos. Com o decorrer das décadas, e em razão de mudanças administrativas, houve algumas modificações na nomenclatura e quantidade de distritos. Em julho de 1937, é criado o distrito de Ibaré, que então passou a abranger a porção oeste do município.

## Loteamentos
O distrito está situado em uma área próxima a cerros arredondados, e sua altitude varia entre de 185 a 220 metros acima do nível do mar. É banhado pelo arroio dos Tigres, que abastece o distrito e faz parte da bacia do rio Santa Maria, sub-bacia integrante da bacia do rio Uruguai. O clima é o semelhante ao de Lavras, com verões amenos e invernos frios, além de chuvas regulares, porém com algumas secas [carece de fontes?]. Embora seja predominantemente rural, o distrito possui alguns loteamentos em seu perímetro urbano.

### Ibaré
Distante cerca de 50 quilômetros do centro de Lavras do Sul, a vila de Ibaré é o maior aglomerado urbano da região. Ao longo da estrada que o liga a centro do município à localidade, um grande número de propriedades rurais dedicam-se a criação de gado, ovelhas e cavalos. O relevo da regiăo apresenta diversos morretes, com pouca elevação, mas que oferecem uma bela vista panorâmica do distrito e da região [carece de fontes?].

## A infraestrutura

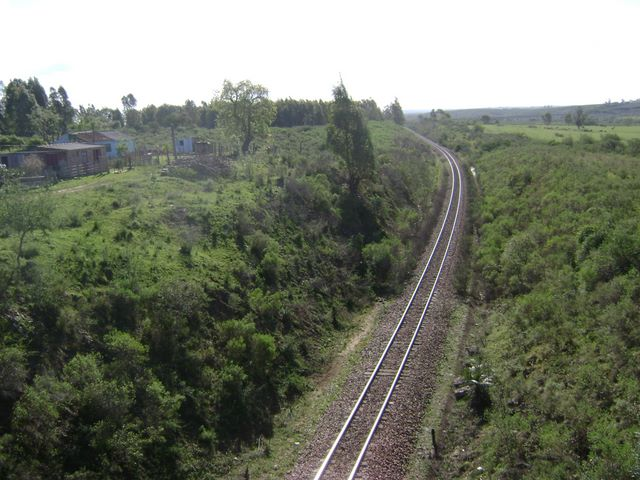
Ferrovia em Ibaré

O distrito de Ibaré dispõe de serviços como escola, agência dos correios, mercearia, borracharia, praça e playground, além de abastecimento de água, serviços de telefonia e energia elétrica. Apresenta, ainda, um edifício inacabado, para armazenamento de grãos.
Atualmente desativada, sua estação ferroviária, que originou a vila, era ponto de parada de trens de passageiros da antiga linha Cacequi-Rio Grande, ou Cacequi-Bagé-Marítima, desativada na década de 1990. Em dias e horários pré-determinados, trens de carga cruzam Ibaré.
A população de Ibaré é notoriamente hospitaleira. Quando percebem a presença de automóveis ou visitantes, logo acenam, de forma amistosa e receptiva. Popularmente, e de forma folclórica, se diz que Ibaré é a "capital de Lavras", por sua fama e representatividade no município [carece de fontes?].